# Cantonul Saint-Pierre-d'Albigny
Cantonul Saint-Pierre-d'Albigny este un canton din arondismentul Chambéry, departamentul Savoie, regiunea Rhône-Alpes, Franța.

## Comune
- Cruet
- Fréterive
- Saint-Jean-de-la-Porte
- Saint-Pierre-d'Albigny (reședință)
- La Thuile